# Agathia magnifica
Agathia magnifica är en fjärilsart som beskrevs av Moore 1879. Agathia magnifica ingår i släktet Agathia och familjen mätare. Inga underarter finns listade i Catalogue of Life.